# سبورت (صحيفة)
صحيفة سبورت (بالإسبانية: sport)‏ هي صحيفة رياضية إسبانية تأسست عام 1979 في برشلونة إسبانيا.
وتعتبر الصحيفة موجه لعشاق نادي برشلونة، فشعارها دائما هو دائما مع البرشا (بالكتلانية: Sempre amb el Barça). أيضا تقوم الصحيفة بطرح مواضيع تخص نادي إسبانيول و أيضا تهتم بالألعاب الأخرى بجوار كرة القدم.
تعتبر الصحيفة من أشهر أربعة صحف الرياضية في إسبانيا بجوار صحيفة إل موندو ديبورتيفو التي تصدر من مدينة برشلونة أيضا، وصحيفتي الماركا والأس الصدرتان من مدريد.